# カリャリ・トロリーバス
カリャリ・トロリーバス（イタリア語: Rete filoviaria di Cagliari）は、イタリアのサルデーニャ島の都市・カリャリ市内に路線網を有するトロリーバス。2025年現在は路線バスと共に交通・モビリティ組合（Consorzio Trasporti e Mobilità、CTM）によって運営されている。

## 歴史
カリャリ市内に最初のトロリーバス路線が開通したのは1952年12月22日で、以降路線網を順次拡大していき、カリャリ中心部のみならず郊外地域も結ぶようになった。また、その過程で従来カリャリ市内を走っていた路面電車の置き換えも実施された。路線網が最大に達したのは1968年で、営業キロ33 kmを記録した。
しかし、1970年代以降は路線網の廃止が相次ぎ、1980年代時点では最初に開業した5号線と、近隣地域のクアルトゥ・サンテーレナまで結ぶ2つの都市間系統のみが残存していた。その後、5号線は1990年代に一時廃止されたものの、短期間でトロリーバス車両による運行が復活している。
その後、5号線の延伸があったものの、2022年までカリャリ・トロリーバスはこの3系統による運行が維持されていた。これらについて、大規模な再編が実施されたのは開業70周年を迎えた2022年9月で、クアルトゥ・サンテーレナまで結ぶ都市間系統として、新たに整備されたトロリーバス専用道路を経由する「QEX」（Quartu Express）が開通したほか、それ以外の一部系統も経由区間の変更が実施されている。

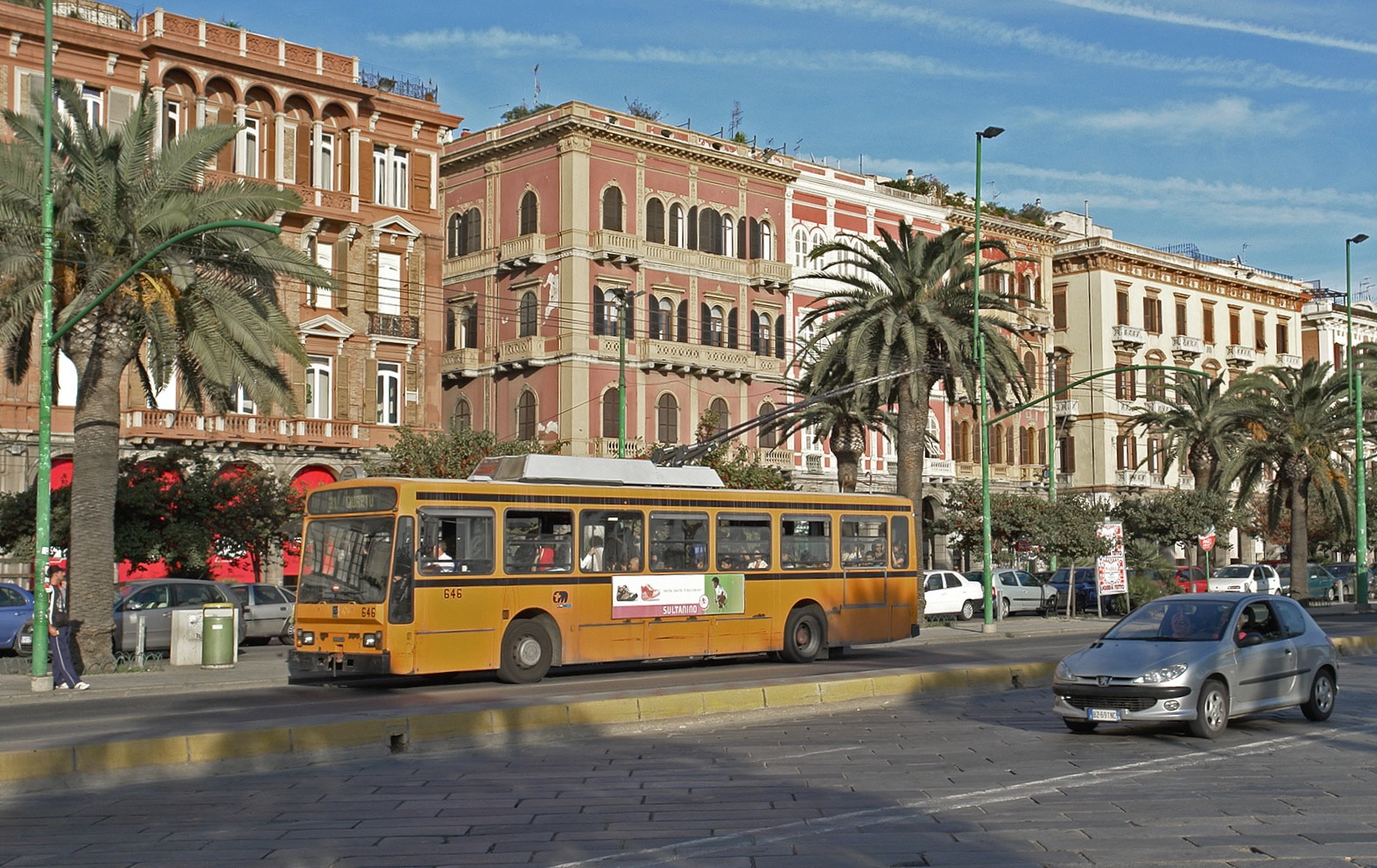
2000年代のトロリーバス（2006年撮影）

## 路線
2022年以降、カリャリ市内には以下のトロリーバス路線が運行している。
| 系統番号 | 起点      | 終点       | 備考         |
| -------- | --------- | ---------- | ------------ |
| 5        | Llucc     | Cinquini   |              |
| 5ZE      | Llucc     | Osp.Marino | 夏季のみ運行 |
| 30       | Matteotti | Br.Sassari |              |
| QEX      | Matteotti | Br.Sassari |              |

## 車両
2023年時点でカリャリ・トロリーバスに在籍する車両は以下の通り。車両によって補助動力に差異があり、そのうちディーゼルエンジンを搭載する車両は白色と緑色、充電池を搭載する車両は白色と青色の塗装と異なる色合いで区別されている。
- トロリーノ12 - ポーランドの企業・ソラリスが展開するトロリーバス車両。カリャリには2012年から2016年にかけて18両が導入されており、うち16両はディーゼルエンジン、2両は充電池を搭載する。
- A330 T - ベルギーに存在したバンホールが展開したトロリーバス車両。カリャリ向けには14両が製造され、そのうち10両にはディーゼルエンジン、4両には充電池が搭載されている。

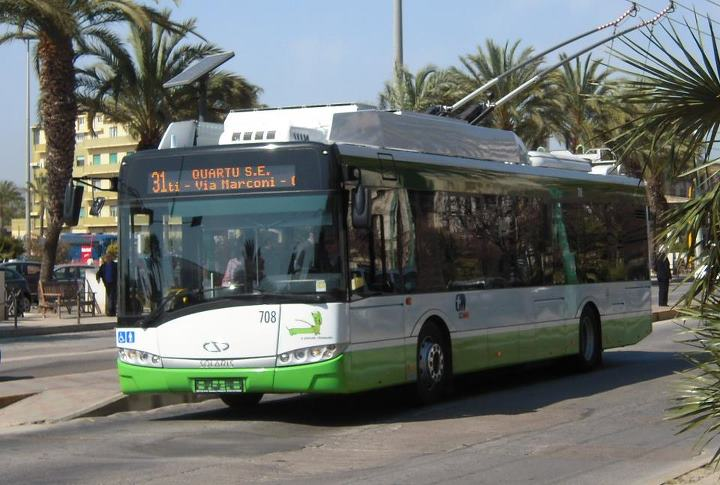
トロリーノ12（2012年撮影）